# Зайцево (Полистовське)
Зайцево (рос. Зайцево) — присілок в Бєжаницькому районі Псковської області Російської Федерації.
Населення становить 5 осіб. Входить до складу муніципального утворення Полистовське муніципальне утворення.

## Історія
Від 2005 року входить до складу муніципального утворення Полистовське муніципальне утворення.

## Населення
| 2001 | 2010 |
| ---- | ---- |
| 16   | ↘5   |